# Dijon
Dijon és una ciutat de França, capital del departament de Costa d'Or i de la regió de Borgonya - Franc Comtat. Està situada a la confluència de l'Ouche i Suzon, vora el canal de Borgonya.

## Economia
És un centre tradicionalment comercial de productes agrícoles (vins), més tard s'hi desenvolupà la indústria (metal·lúrgica, de maquinària, química, alimentària, arts gràfiques i construcció).

## Curiositats
També hi ha un centre d'ensenyament superior: la Universitat de Dijon, fundada el 1722. També és un important nus de comunicacions ferroviàries. Els principals monuments són les esglésies de Saint-Philibert i Saint-Étienne, romàniques i Notre-Dame (ss XII-XIII), amb la torre del rellotge o Jacquemart, la catedral de Saint-Benigne (1280-87), gòtica, amb una cripta del s. XI i un campanar del s. XIX, i les esglésies de Saint-Jean (s. XV), Saint-Michel, gòtica amb façana renaixentista, i Sainte-Anne (s. XVI). S'hi conserven nombrosos edificis civils dels ss XIV-XVI, com l'Hôtel de Chabellan (s. XV), el palau de justícia (ss XV-XVI) i el dels ducs de Borgonya (ss XIV-XVIII), avui ajuntament i museu de belles arts, on hi ha les tombes dels ducs de Borgonya. Durant la revolució comercial del s. XI assolí una gran importància a causa de la seva situació. En temps de Robert el Piadós fou integrada al ducat de Borgonya (1015), del qual fou capital. El 1477, juntament amb el ducat, fou annexada a la corona francesa. La ciutat és coneguda a nivell internacional gràcies a la famosa mostassa de Dijon.

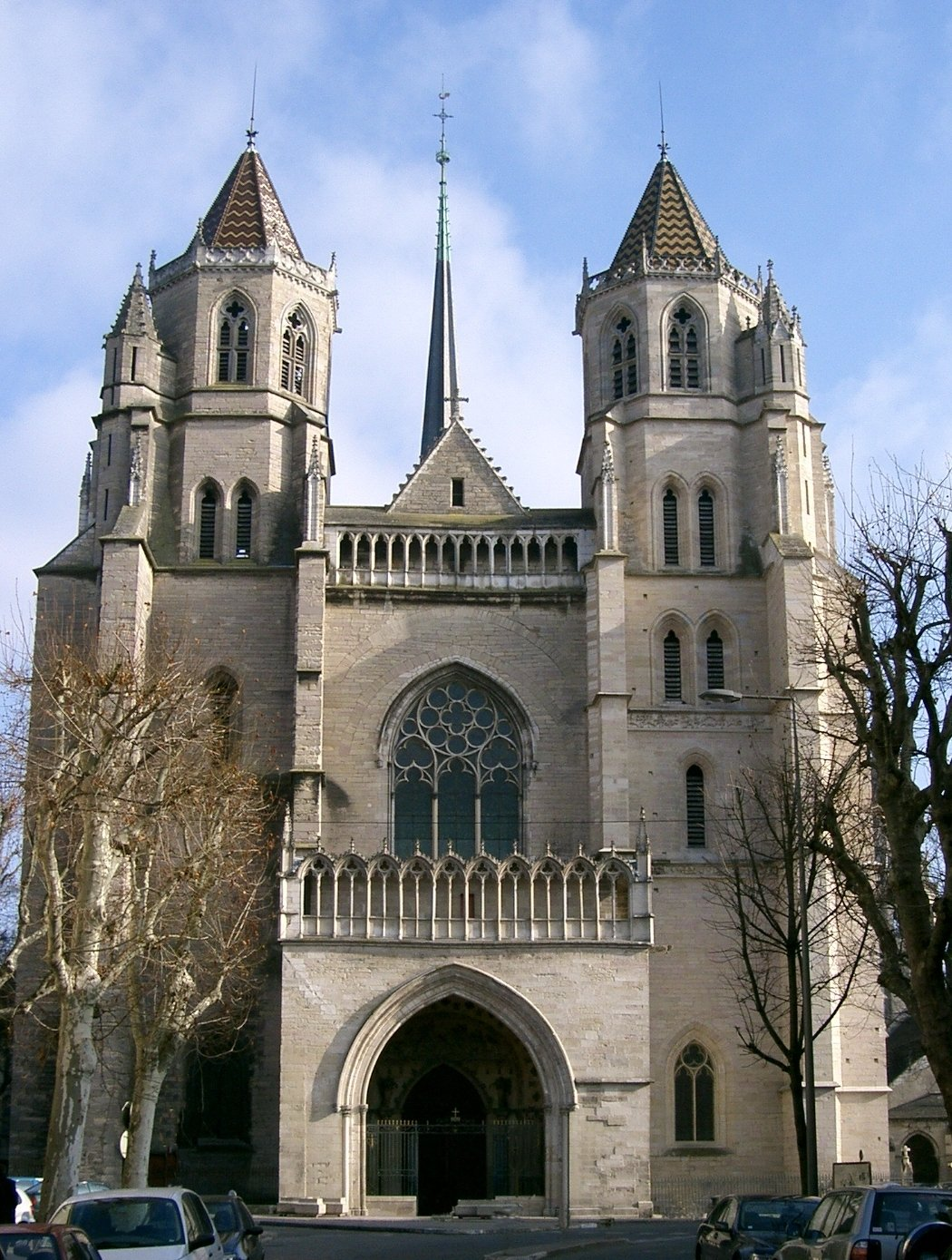
Catedral de Sant Benigne a Dijon

## Educació
- Burgundy School of Business

## Fills nadius
- Simon Foucher (1644-1696), canonge i filòsof
- Michel Benoist (1715-1774) missioner jesuïta
- Jacques-Reine Paris (1795-1847) compositor musical
- Charles Bernard Desormes (1777-1862), químic
- Roger Guillemin (1924) neurocirurgià, Premi Nobel de Medicina o Fisiologia de l'any 1977.
- Jacques Sauvageot (1943) polític, un dels tres líders estudiantils durant els fets del maig del 68.
- Esteban de La Madelaine (1801-1868), escriptor i músic.

## Ciutats agermanades
Amb motiu de la seva situació de punt de passada a França, Dijon es beneficia d'una tradició d'intercanvis, que s'ha concretat amb agermanaments amb les ciutats següents:
- York,  Regne Unit, any 1953
- Dallas,  Estats Units d'Amèrica, any 1957
- Magúncia,  Alemanya, any 1958
- Volgograd,  Rússia, any 1960

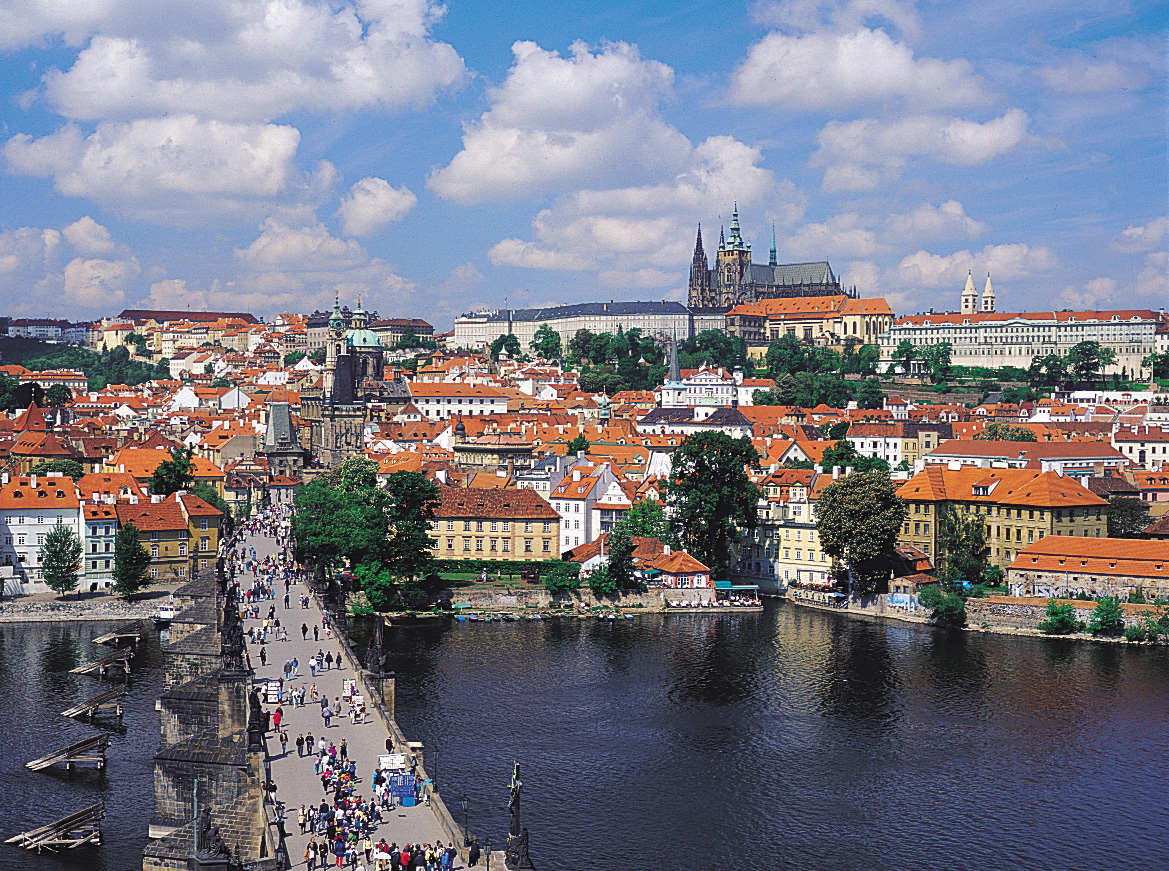
Praga

- Skopje,  Macedònia del Nord, any 1961
- Reggio de l'Emília,  Itàlia, any 1963
- Cluj-Napoca,  Romania, any 1965
- Pécs,  Hongria, any 1966
- Opole,  Polònia, any 2009
- Guimarães,  Portugal, any 2011
- Chefchaouen,  Marroc, any 2016
- Praga,  República Txeca, any 2016
- Dakar,  Senegal, any 2017

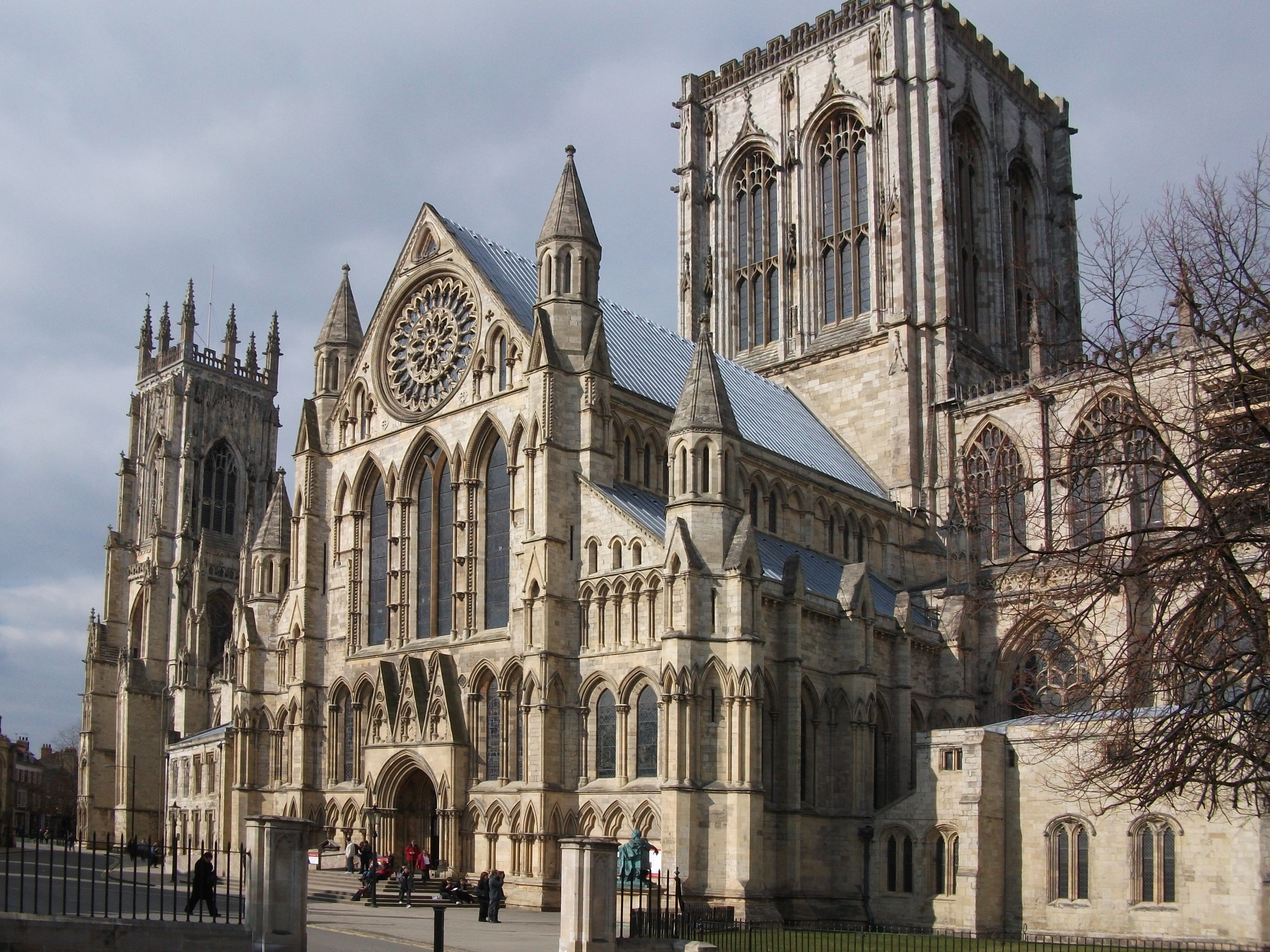
York
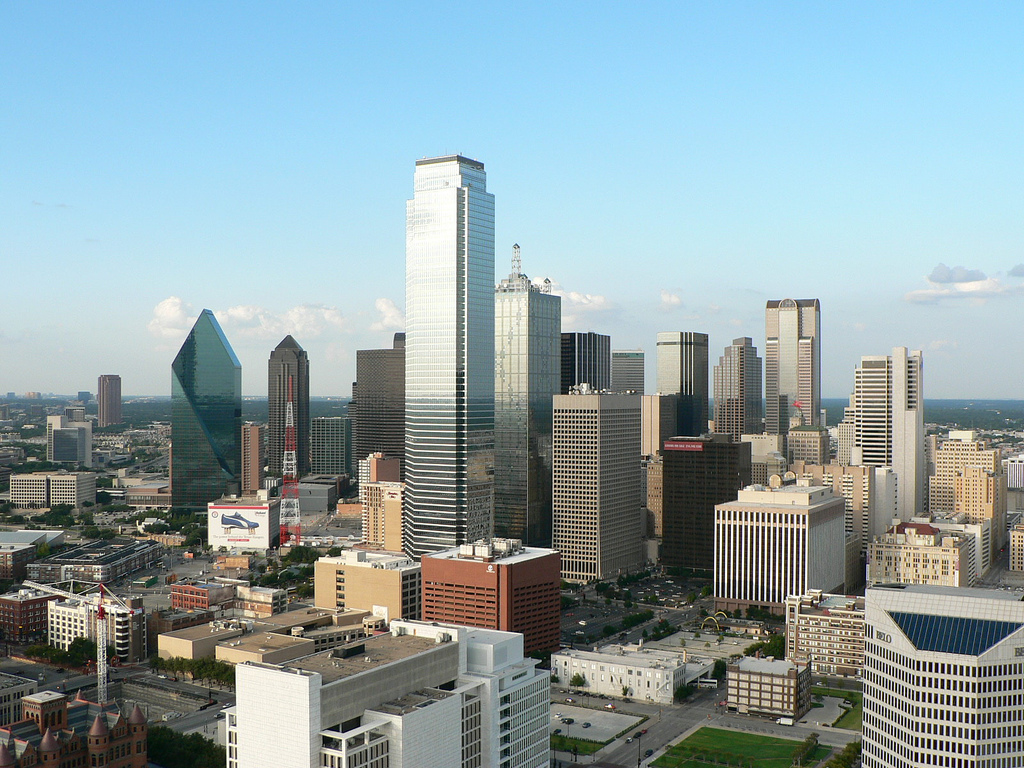
Dallas
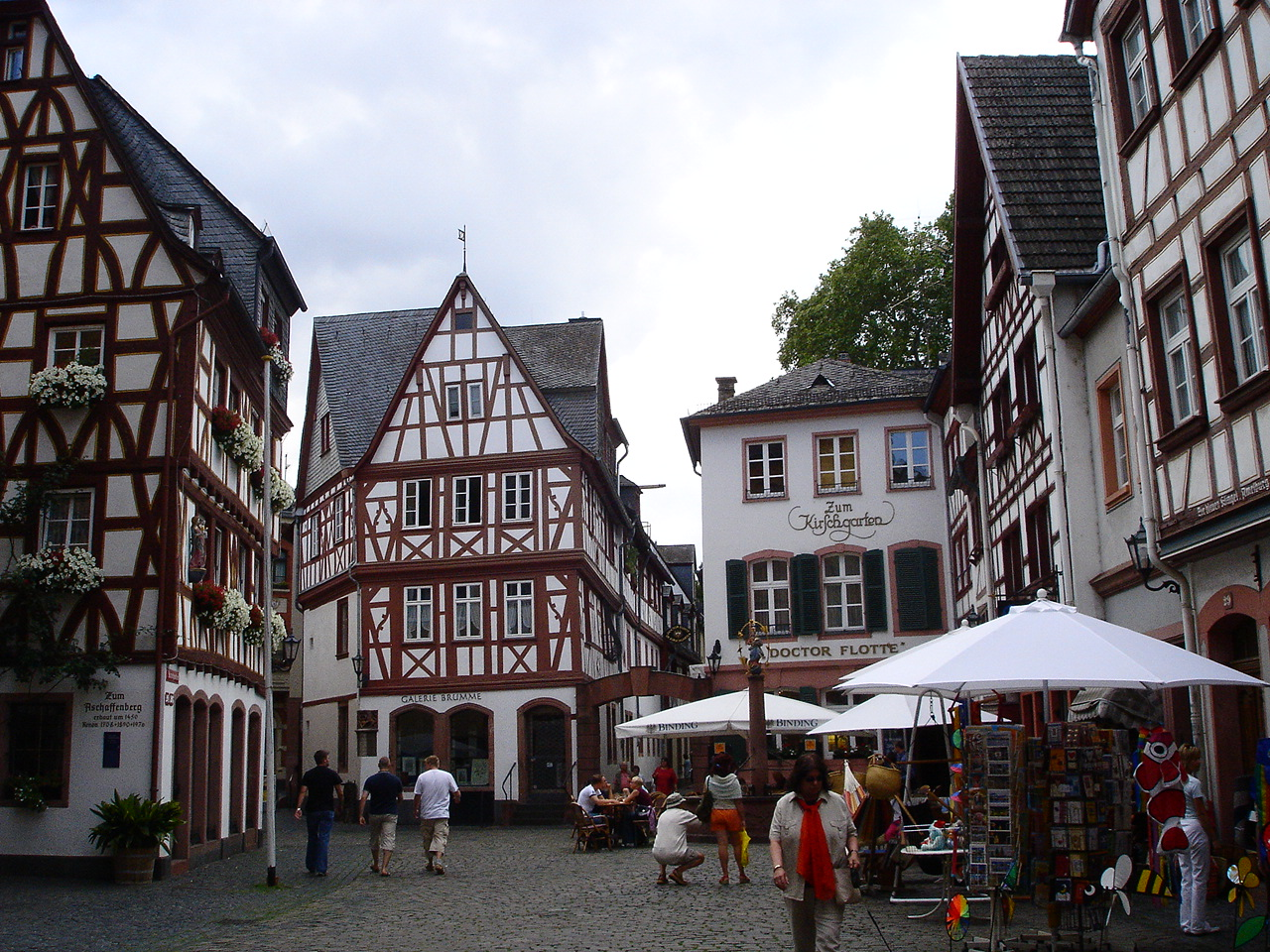
Magúncia
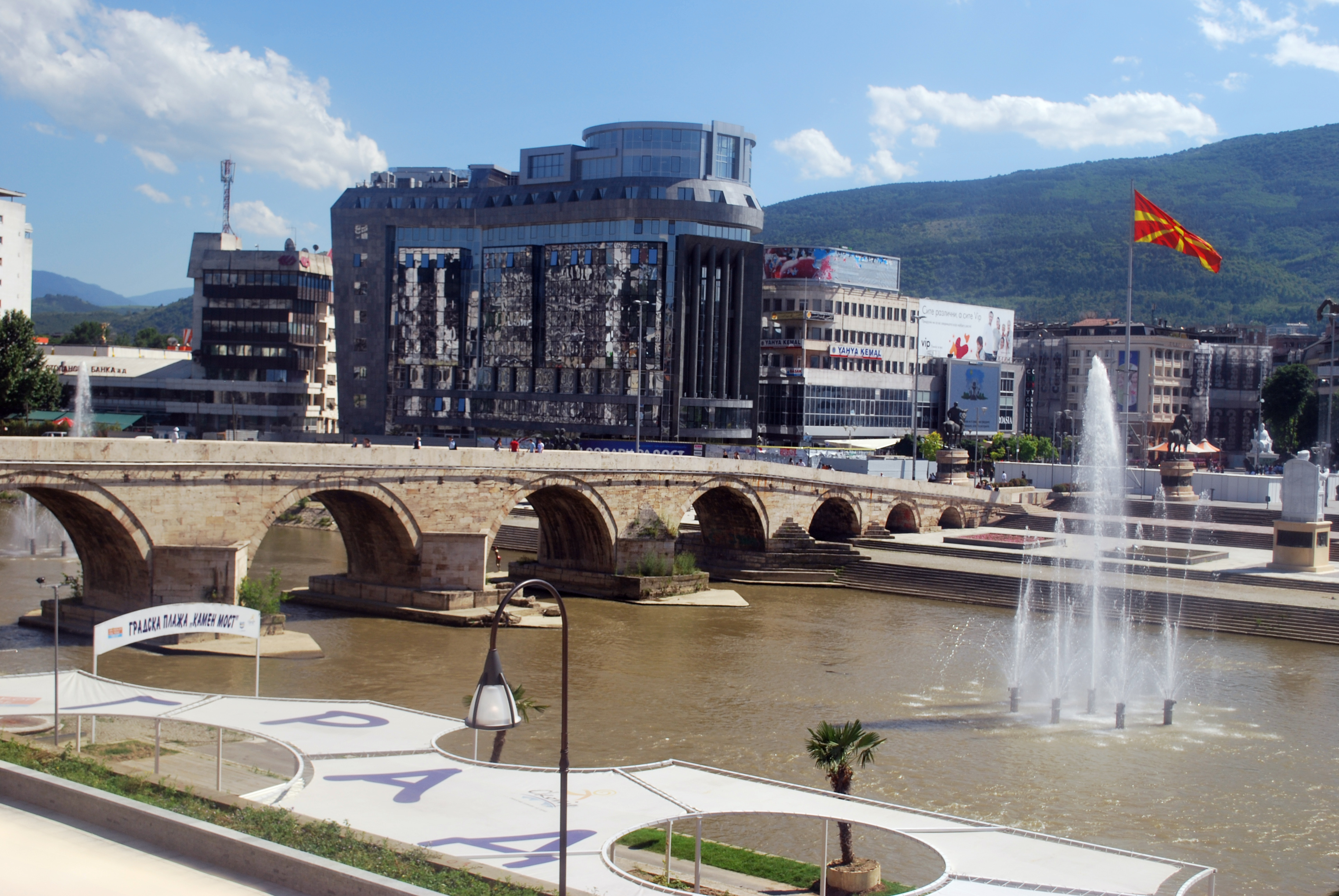
Skopje
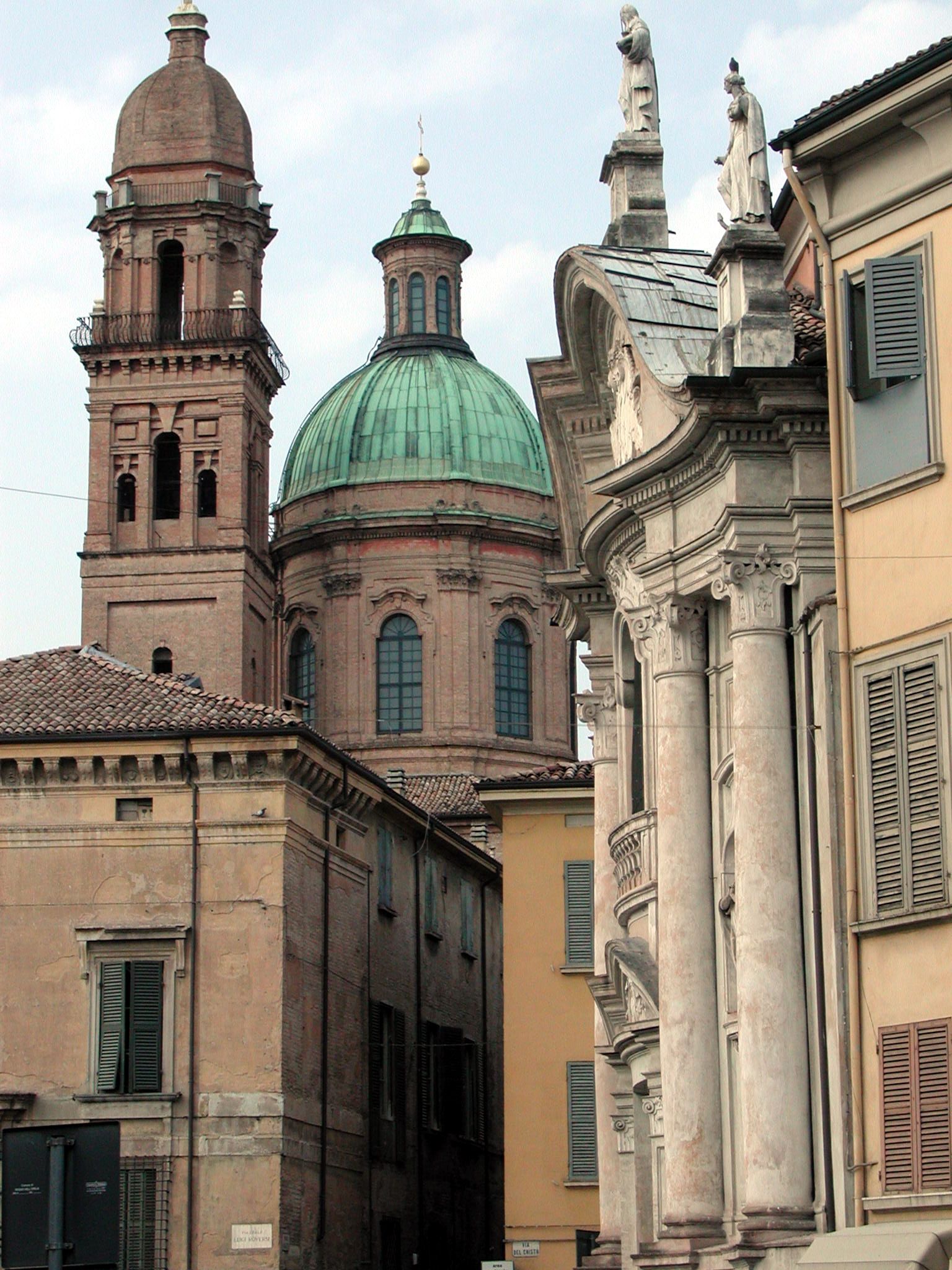
Reggio de l'Emília
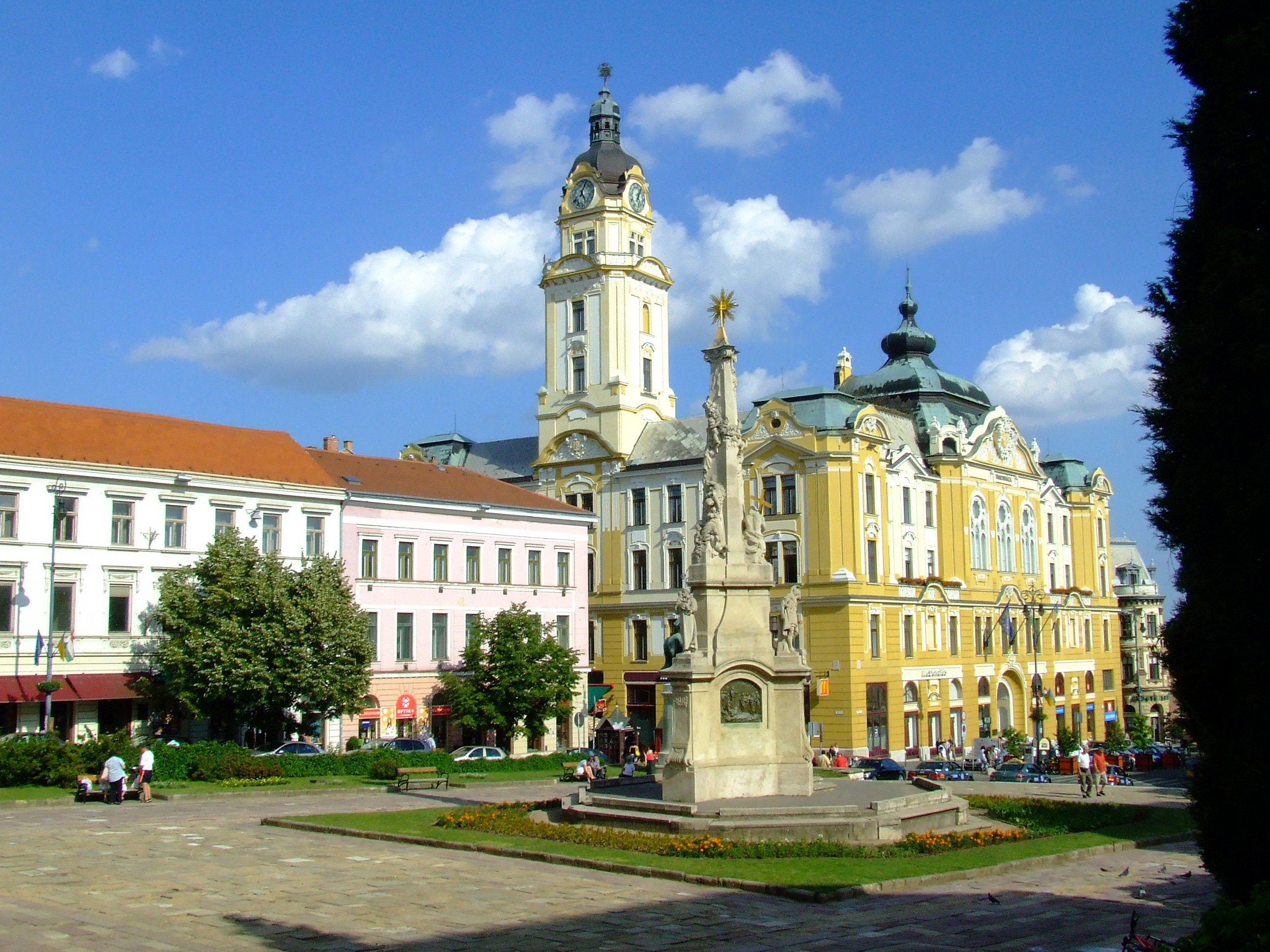
Pécs
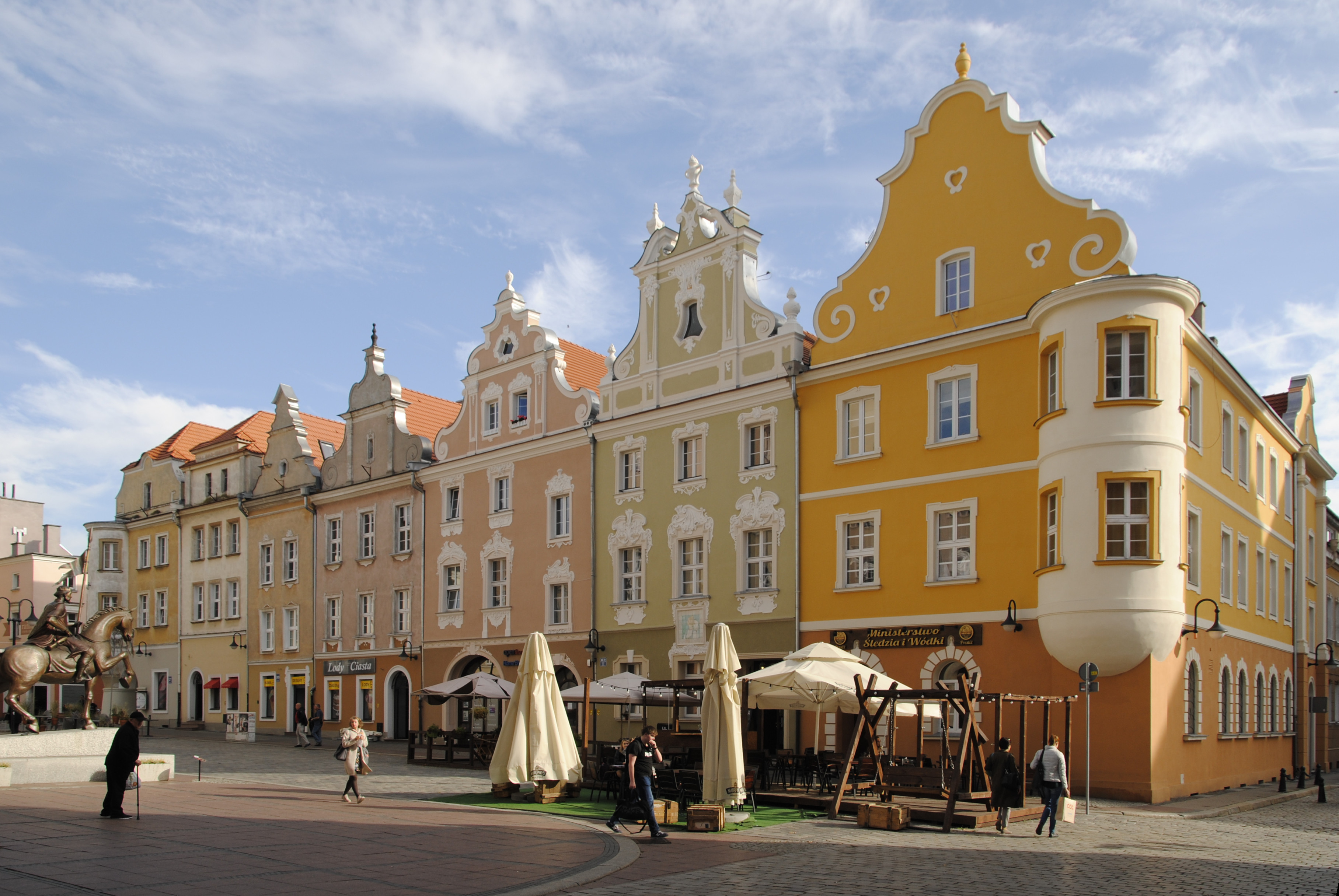
Opole